# ヴァシリー・ミハイロヴィチ (カシン公3世)
ヴァシリー・ミハイロヴィチ（ロシア語: Василий Михайлович、1364年 - 1426年?）は、史上最後のカシン公である。在位：1389年 - 1426年（クスニャティン公を兼ねる）。なお、カシン公には同名・同父称の人物が3名おり、初代カシン公ヴァシリー、4代目カシン公ヴァシリーと区別するため、「Василий Михайлович Ⅲ（ヴァシリー・ミハイロヴィチ3世）」と記述されることがある 。
ヴァシリーはトヴェリ大公ミハイルとその妻エヴドキヤ（スーズダリ公コンスタンチン(ru)娘）との間の子である。1399年に父ミハイルが死ぬと、カシン（カシン公国）、クスニャティンを受領した。
1426年にトヴェリ大公となったボリス(ru)に捕縛され、カシン公位を剥奪された。ヴァシリ－のその後は不明である。ヴァシリー以降、カシン公が立てられることはなかった。
妻アナスタシヤはキエフ公ヴラディミラス（リトアニア大公国アルギルダス家）の娘で、1396年に死亡した。また、ドミトリーという息子がいた。